# Anthony Hernández
Pour les articles homonymes, voir Hernández.
Anthony Hernández, né le 11 octobre 2001 à Puntarenas, est un footballeur international costaricien, qui joue au poste d'ailier droit à la LD Alajuelense.

## Biographie

### En club
Anthony Hernández dispute son premier match professionnel le 21 juillet 2022 face à l'AD San Carlos. Il inscrit son premier but le 11 août 2022 face au Municipal Grecia.

### En sélection
Le 23 septembre 2022, il honore sa première sélection en équipe du Costa Rica en amical face à la Corée du Sud, en entrant en jeu à la place de Jewison Bennette à la 65e minute de jeu.
Quatre jours plus tard, il joue son deuxième match face à l'Ouzbékistan en amical, remplaçant Aarón Suárez à la 74e minute de jeu. Dans le temps additionnel, il marque le but égalisateur.
Le 3 novembre 2022, il est sélectionné par Luis Fernando Suárez pour participer à la Coupe du monde 2022.